# U-24号潜艇 (1913年)
陛下之24号潜艇是德意志帝国海军建造的一艘潜艇或称U艇。它由基尔的日耳曼尼亚船厂承建，于1913年5月24日下水，至同年12月6日交付使用。U-24号是在第一次世界大战海战期间服役的329艘德国潜艇之一，并参加了大西洋潜艇战役。在其七次巡逻中，共击沉了35艘船只，总吨位为121122吨。此外，它还击伤了3艘容积总吨为14318吨的商船，并俘获了一艘1925吨重的战利船。战后，U-24号于1918年11月22日被引渡至英国正式投降，并于1922年在斯旺西拆解报废。

## 历史
U-24号是由德意志帝国海军于1911年3月18日向基尔的日耳曼尼亚船厂订购。它自1912年2月5日开始铺设龙骨，1913年5月24日下水，至同年12月6日交付使用。
1915年元旦，U-24号在时任艇长、海军上尉鲁道夫·施耐德的指挥下取得重大战果。正于英吉利海峡西部巡逻的该艇碰巧遇上了从梅德韦港出航，准备前往波特兰岛外海进行炮术训练的英国第5战列分舰队，并悄然尾随。英国人对这片海域的航行安全有足够信心，故这些战列舰都没有驱逐舰护航。凌晨2:20左右，U-24号在莱姆里杰斯以南30海里（56）处（50°13′N 03°04′W / 50.217°N 3.067°W）向英军编队末端的可畏号发射了两枚鱼雷。后者左舷的一号锅炉舱和右舷舰艏先后遭到命中，并最终沉没。舰上大约711名官兵中，有547人因此阵亡。这是第一次世界大战中被德国U艇击沉的最大型军舰之一。6月28日，U-24号在康沃尔海岸附近追击美国骡子运输船亚美尼亚人号，并利用甲板炮和鱼雷将其击沉。29人在事件中丧生，包括美国骡夫和1400头骡子。
1915年8月19日，U-24号在没有任何警告的情况下，于爱尔兰南部海岸的老金塞尔角附近击沉了白星航运公司的客轮阿拉伯人号，共造成44人遇难，其中包括3名美国人。阿拉伯人号在十分钟内迅速沉没。这一事件加剧了美国对U艇的恐惧，并引发了一场外交风波，导致德国暂停了在未事先通知的情况下对非军事船舶的鱼雷攻击。
自1917年8月24日起，U-24号撤出前线服役，转而担任供演习和训练使用的训练艇，直至战争结束。战后，根据对德停战协议的要求，该艇于1918年11月22日移交英国正式向协约国投降，并于1922年在斯旺西拆解报废。战争期间，U-24号共计击沉35艘舰船，总吨位为121122吨（包括1艘排水量15000吨的军舰）；另计击伤3艘容积总吨为14318吨的船只，以及缴获1艘1925吨重的船只作战利品。

## 袭击历史摘要
| 日期           | 船名                | 船籍         | 吨位  | 结局       |
| -------------- | ------------------- | ------------ | ----- | ---------- |
| 1914年10月26日 | 冈托姆将军号        | 法國         | 4590  | 击伤       |
| 1915年1月1日   | 可畏号              | 英國皇家海軍 | 15000 | 击沉       |
| 1915年4月2日   | 洛克伍德号          | 英国         | 2042  | 击沉       |
| 1915年4月4日   | 不来梅城号          | 英国         | 1258  | 击沉       |
| 1915年4月10日  | 总统号              | 英国         | 647   | 击沉       |
| 1915年4月11日  | 弗雷德里克·弗兰克号 | 法國         | 973   | 击伤       |
| 1915年6月27日  | 伊迪丝号            | 英国         | 97    | 击沉       |
| 1915年6月27日  | 伊翠妮号            | 英国         | 3640  | 击沉       |
| 1915年6月27日  | 卢塞纳号            | 英国         | 243   | 击沉       |
| 1915年6月28日  | 邓弗里斯郡号        | 英国         | 2622  | 击沉       |
| 1915年6月28日  | 亚美尼亚人号        | 英国         | 8825  | 击沉       |
| 1915年6月30日  | 苏格兰君主号        | 英国         | 5043  | 击沉       |
| 1915年6月30日  | 蒂索班克号          | 挪威         | 2411  | 击沉       |
| 1915年7月1日   | L·C·托尔号          | 英国         | 518   | 击沉       |
| 1915年7月1日   | 萨多梅内号          | 意大利       | 2000  | 击沉       |
| 1915年7月1日   | 韦尔伯里号          | 英国         | 3591  | 击沉       |
| 1915年7月6日   | 埃伦号              | 丹麦         | 169   | 击沉       |
| 1915年7月7日   | 盖朗厄尔号          | 挪威         | 1081  | 击沉       |
| 1915年8月12日  | 鹗号                | 英国         | 310   | 击沉       |
| 1915年8月13日  | 开罗号              | 英国         | 1671  | 击沉       |
| 1915年8月19日  | 阿拉伯人号          | 英国         | 15801 | 击沉       |
| 1915年8月19日  | 邓斯利号            | 英国         | 4930  | 击沉       |
| 1915年8月19日  | 纽约城号            | 英国         | 2970  | 击沉       |
| 1915年8月19日  | 圣奥拉夫号          | 英国         | 277   | 击沉       |
| 1915年8月24日  | 辛森号              | 挪威         | 1925  | 缴作战利品 |
| 1915年12月25日 | 范施蒂鲁姆号        | 英国         | 3284  | 击沉       |
| 1915年12月26日 | 科廷厄姆号          | 英国         | 513   | 击沉       |
| 1915年12月26日 | 贝奈特部长号        | 比利时       | 4215  | 击沉       |
| 1915年12月28日 | 休仑统号            | 英国         | 8755  | 击伤       |
| 1915年12月28日 | 厄尔佐罗号          | 英国         | 5989  | 击沉       |
| 1916年7月11日  | 内莉·纳滕号         | 英國皇家海軍 | 174   | 击沉       |
| 1916年10月30日 | 内莉·布鲁斯号       | 英国         | 192   | 击沉       |
| 1916年12月10日 | 阿格德号            | 挪威         | 305   | 击沉       |
| 1917年3月21日  | 斯坦利号            | 英国         | 3987  | 击沉       |
| 1917年3月22日  | 斯文德斯霍姆号      | 挪威         | 1998  | 击沉       |
| 1917年3月27日  | 格伦诺哥号          | 英国         | 7682  | 击沉       |
| 1917年3月28日  | 坎尼扎罗号          | 英国         | 6133  | 击沉       |
| 1917年6月18日  | 埃莱莱号            | 英国         | 6557  | 击沉       |
| 1917年6月18日  | 英格兰君主号        | 英国         | 4947  | 击沉       |

## 脚注
1. ↑  Helgason, Guðmundur. . German and Austrian U-boats of World War I - Kaiserliche Marine - Uboat.net.   [21 December 2014].
2. ↑  Helgason, Guðmundur. . German and Austrian U-boats of World War I - Kaiserliche Marine - Uboat.net.   [21 December 2014].
3. ↑  Helgason, Guðmundur. . German and Austrian U-boats of World War I - Kaiserliche Marine - Uboat.net.   [21 December 2014].
4. ↑  Gröner，第4–5頁.
5. ↑  陈进，第18頁.
6. ↑  Rickard, J. . historyofwar.org. 1 November 2007  [4 November 2012]. （原始内容存档于2021-06-11）.
7. ↑  Helgason, Guðmundur. . German and Austrian U-Boats of World War I - Kaiserliche Marine - Uboat.net.   [4 November 2012]. （原始内容存档于2020-11-28）.
8. ↑  Geheimnis in der Tiefe – Die Knochenspur （页面存档备份，存于）, ZDF-Dokumentation zum Untergang und Fund der Armenian.
9. ↑  Helgason, Guðmundur. . German and Austrian U-Boats of World War I - Kaiserliche Marine - Uboat.net.   [4 November 2012]. （原始内容存档于2021-04-11）.
10. ↑  Herzog，第88頁.
11. 1 2  Helgason, Guðmundur. . German and Austrian U-boats of World War I - Kaiserliche Marine - Uboat.net.   [21 December 2014].